# Флоріке Мураріу
Флоріке Мураріу (рум. Florică Murariu; 28 березня 1955 — 24 грудня 1989) — румунський регбіст, капітан національної збірної Румунії та клубу «Стяуа» у 1970-і та 1980-і роки. 10-разовий чемпіон Румунії у складі клубу «Стяуа», триразовий чемпіон Європи — володар Трофея ФІРА. У 1987 році у складі збірної Румунії взяв участь у першому в історії чемпіонаті світу з регбі. Мураріу загинув під час Румунської революції 1989 року, коли його помилково застрелив солдат, який прийняв гравця за озброєного провокатора. Кримінальну справу за фактом вбивства не було порушено, про що стало відомо у 2011 році після розсекречення документів.

## Ігрова кар'єра

### Клубна кар'єра
Народився у місті Міток. Свою кар'єру регбіста починав у клубі «Фарул» з Констанци. З 1974 до 1989 рік був беззмінним гравцем основи бухарестського клубу «Стяуа», у складі якого 10 разів ставав чемпіоном Румунії — чемпіонські титули з командою він завойовував у сезонах 1976/77, 1978/79, 1979/80, 1980/81, 1982/83, 1983/84, 1984/85, 1986/87, 1987/88 і 1988/89. У сезонах 1975/76, 1977/78, 1985/86 та 1989/90 чемпіонату Румунії він посідав 2-е місце, у сезоні 1981/82 став третім, у сезоні 1974/75 — четвертим. У 1977 році йому надано почесне звання заслужений майстер спорту Румунії.

### Кар'єра у збірній
28 березня 1976 року Мураріу дебютував у складі збірної Румунії матчем проти Нідерландів, виступивши на позиції гравця третьої лінії з Георге Дарабаном і Георге Думитру, а капітаном команди був вперше Мирча Парасків. «Дуби» перемогли з рахунком 27:3. Того ж року брав участь у матчі проти Франції, в якому румуни перемогли 15:12. У складі збірної Румунії Мураріу неодноразово виступав на чемпіонаті Європи «Трофей ФІРА» та досяг низки успіхів. Тричі ставав зі збірною Румунії чемпіоном Європи в сезонах 1976/77, 1980/81 та 1982/83. По чотири рази він завойовував срібні медалі (розіграші у сезонах 1977/78, 1978/79, 1979/80 та 1983/84) та бронзові медалі (розіграші у сезонах 1975/76, 1981/82, 1985/87 та 1987/89). У сезоні 1984/85 зі збірною Румунії він посів 4-е місце. Також у складі збірної Румунії він взяв участь у першому розіграші Кубка світу з регбі, який пройшов у Новій Зеландії у 1987 році: на турнірі він зіграв два матчі, занісши дві спроби та набравши 8 очок.
20 вересня 1980 року Мураріу провів матч у складі збірної світу (під назвою Overseas XV) проти збірної Уельсу, присвячений до століття валлійського регбі. Гра відбулася у Кардіффі на стадіоні «Кардіфф Армс Парк» і завершилася з рахунком 32:25 на користь Уельсу. У жовтні того ж року Мураріу у складі збірної Румунії здійснив велике турне Ірландією — його команда зіграла проти чотирьох ірландських клубів «Манстер», «Ленстер», «Ольстер» і «Коннагт», які представляли чотири відповідні ірландські провінції, і проти збірної Ірландії. Перша гра відбулася проти «Манстера» 4 жовтня 1980 року. «Манстер» розраховував легко впоратися з румунами, оскільки мав досвід перемоги над серйознішими командами — 31 жовтня 1978 року він сенсаційно обіграв збірну Нової Зеландії з рахунком 12:0. Однак румуни створили сенсацію та перемогли ірландський клуб з рахунком 32:9, придушивши втомленого супротивника у другому таймі, а після гри бурхливо відзначили свою перемогу. У другому матчі проти «Ленстера» румуни поступилися 10:24, що було списано не лише на наслідки бурхливого святкування, а й на недооцінку противника — того ж літа румуни обіграли вдома «Ленстер» з рахунком 10:4. У третьому матчі проти «Ольстера» румуни поступалися 0:10, проте зуміли відігратися та перемогти з рахунком 15:13. Четвертий матч проти «Коннагта» не мав такого значення, як перші матчі, проте румуни відіграли зустріч на повну силу та перемогли 28:9. 18 жовтня відбулася п'ята у тому турне зустріч румунів, у якій вони зіграли внічию проти збірної Ірландії з рахунком 13:13. 22 жовтня на завершення свого турне румуни вирушили до Англії, де зіграли з командою «Лестер Тайгерс» — володар Англійського кубка та найкраща команда всієї Англії. Перед матчем тренер команди Валеріу Ірімеску нагадав гравцям, що цей матч ні на що не впливає, а є лише шанс ще раз показати всі свої можливості. У підсумку румуни здобули переконливу перемогу з рахунком 35:7, а Флоріке Мураріу у тому матчі заніс дві спроби. 24 листопада 1980 року румуни вдома на бухарестському стадіоні Джулешті завдали поразки збірній Франції з рахунком 15:0 — у присутності 20 тисяч було зафіксовано першу за 15 років «суху» поразку збірної Франції.
Протягом трьох років Мураріу був капітаном збірної Румунії: у 1988 році вивів збірну на посаді капітана на матч проти Уельсу, в якому румуни перемогли 15:9. 24 вересня 1989 року він провів свою останню гру за збірну Румунії проти Зімбабве, яка завершилася перемогою румунів з рахунком 52:17. Усього Мураріу провів за румунську збірну 69 тестових матчів (без урахування інших зустрічей, які не мали тестовий статус) і набрав 32 очки завдяки 8 спробам (у ті роки за правилами гри за кожну спробу команді присуджували 4 очки). На рахунку Мураріу була участь у низці переможних матчів — тричі з ним збірна Румунії перемагала збірну Франції (з рахунком 15:12 у 1976 році, 15:0 у 1980 році та 13:9 у 1982 році), двічі — збірну Уельсу (з рахунком 24:6 у 1983 році та 15:9 у 1988 році) й один раз збірну Шотландії (з рахунком 28:22 у 1984 році).

## Загибель
24 грудня 1989 року Мураріу отримав наказ разом зі своїм другом Іоном Молдованом прибути у розташування клубу «Стяуа» (район Генча). У районі бульвару Друмул Таберей (рум. Drumul Taberei), неподалік парку Могіорош, їх зупинив особовий склад бронетранспортера TAB з в/ч 01270 (місто Фокшани) на чолі з капітаном Петре Олтяну (рум. Petre Olteanu) для перевірки документів. Мураріу у той день носив шинель і джинси, а під шинеллю, за деякими даними — регбійку збірної Зімбабве, яку отримав як подарунок на чемпіонаті світу у Новій Зеландії. Він розстебнув шинель і поліз у нагрудну кишеню, щоб дістати документи, проте рядовий Феніке Лепедату (рум. Fănică Lepădatu) несподівано вистрілив у нього з автомата, потрапивши в область печінки. Мураріу прохрипів «Ти мене вбив», а Олтяну негайно наказав роззброїти Лепедату, кричачи на нього: «Ти що зробив, сучий син?! Я тобі наказав, а що ти зробив?!». Мураріу ушпиталили до міської лікарні, але його не встигли довести — через кілька хвилин він помер від отриманого поранення. Серед регбістів бухарестських клубів Мураріу був не єдиним, хто загинув на барикадах у ті дні — жертвами подій стали гравець «Стяуа» Раду Дурбак, гравці «Рапіда» Петре Астафеї (рум. Petre Astafei), Флорін Бутірії (рум. Florin Butirii) та Богдан Стан (рум. Bogdan Stan), а також гравець «Енергії» Крістіан Топоран (рум. Cristian Toporan).
Під час слідства з'ясувалося, що Лепедату прийняв Мураріу за якогось провокатора іноземних спецслужб або терориста, який під час перевірки документів нібито намагався витягти зброю з нагрудної кишені, у зв'язку з чим солдат і вистрілив у регбіста. На допиті солдат сказав, що шинель і джинси, в які був одягнений Мураріу, по телебаченню нібито називали характерним для терористів одягом, і додав, що йому рекомендували при виявленні людей, які мали подібний вигляд, стріляти на ураження. Ходили чутки, що солдата спровокувала нібито зімбабвійська регбійка, проте доказів цієї версії не було надано. 11 травня 1993 року за підсумками попереднього розслідування Лепедату повністю визнав свою провину, підтвердивши, що після трагедії його роззброїли та виписали догану. Водночас він висловлював каяття у скоєному та просив поблажливості. Через тиждень, 18 травня військовий прокурор Георге Онча (рум. Gheorghe Oancea) підписав резолюцію номер 1005/P/1991, відповідно до якої було прийнято рішення припинити слідство та не порушувати кримінальну справу, а матеріали про цю справу й інші злочини, скоєні на барикадах (незалежно від того, чи визнали обвинувачені себе винними чи ні) засекретити. Те, що трапилося, фактично списали на «помилку в об'єкті».
У 2011 році брат загиблого Костянтин Мураріу звернувся до військової прокуратури, бажаючи дізнатися подробиці загибелі брата. За його словами, після його звернення до прокуратури на його адресу почали надходити численні погрози. У жовтні того ж року було розсекречено матеріали про слідство у справі Флоріке Мураріу: рідним і близьким загиблого ніхто не повідомляв ні про результати слідства, ні про рішення про відмову у порушенні кримінальної справи. У 2014 році Мураріу в інтерв'ю виданню ProSport заявив, що все ще хоче зустрітися віч-на-віч з Лепедатом і поставити йому безпосередньо питання, навіщо той вистрілив у Флоріке.

## Пам'ять
Флоріке Мураріу поховано у рідному містечку Міток, де вулиця, загальноосвітня школа № 1 та будинок-музей названо його ім'ям (музей відкрито у 2010 році). Батько Флоріке помер за рік після загибелі сина, не змирившись з трагедією. У травні 1990 року у французькому Оші збірна Румунії перемогла з рахунком 12:6 збірну Франції, і Гарі Думитраш, який грав у тому матчі, присвятив перемогу загиблому Мураріу. Щорічно біля Пам'ятника героям революції у Генчі проводяться пам'ятні заходи, організовані клубом «Стяуа» на згадку про Флоріке Мураріу та Раду Дурбака, ще одного загиблого на барикадах Румунської революції регбіста.

## Досягнення

### Клубні
- Чемпіонат Румунії
  - Чемпіон (10 разів): 1976/77, 1978/79, 1979/80, 1980/81, 1982/83, 1983/84, 1984/85, 1986/87, 1987/88[3]
  - Срібний призер: 1975/76, 1977/78, 1985/86, 1989/90[3]
  - Бронзовий призер: 1981/82[3]

### У збірній
- Чемпіонат Європи (Трофей ФІРА)
  - Чемпіон (3 рази): 1976/77[en], 1980/81[en], 1982/83[en][3]
  - Срібний призер (4 рази): 1977/78[en], 1978/79[en], 1979/80[en], 1983/84[en][3]
  - Бронзовий призер (4 рази): 1975/76[en], 1981/82[en], 1985/87[en], 1987/89[en][3]